# Liste der denkmalgeschützten Objekte in Fraxern
Die Liste der denkmalgeschützten Objekte in Fraxern enthält die 5 denkmalgeschützten, unbeweglichen Objekte der Gemeinde Fraxern.

## Denkmäler
| Foto |                 | Denkmal                                                                           | Standort                          | Beschreibung | Metadaten |
| ---- | --------------- | --------------------------------------------------------------------------------- | --------------------------------- | --- | --- |
| ja   | Datei hochladen | Kruzifix HERIS-ID: 74661 Objekt-ID: 88090                                         | bei Eggweg 5 Standort KG: Fraxern | | BDA-Hist.: Q38136252 Status: § 2a Stand der BDA-Liste: 2025-06-30 Name: Kruzifix GstNr.: 1403/2                                                            |
| ja   | Datei hochladen | Volksschule HERIS-ID: 74659 Objekt-ID: 88088                                      | Im Dorf 5 Standort KG: Fraxern    | Die Schule in Fraxern wurde neu errichtet, nachdem der Vorgängerbau dem Dorfbrand am 18. April 1934 zum Opfer gefallen war. | BDA-Hist.: Q38136241 Status: § 2a Stand der BDA-Liste: 2025-06-30 Name: Volksschule GstNr.: 29                                                             |
| ja   | Datei hochladen | Kath. Pfarrkirche hl. Jakobus d. Ä. und Friedhof HERIS-ID: 74655 Objekt-ID: 88084 | Im Dorf 6 Standort KG: Fraxern    | An der Stelle der baufällig gewordenen Vorgängerkirche wurde von 1900 bis 1911 ein Neubau errichtet. Die Einweihung erfolgte 1905. An das hohe neugotische Langhaus unter einem Satteldach schließt ein eingezogener niedrigerer Chor an. Der Nordturm steht am Chor. Südlich am Chor ist eine zweigeschoßige Sakristei angebaut. Nördlich schließt ein ummauerter Friedhof an. | BDA-Hist.: Q27443118 Status: § 2a Stand der BDA-Liste: 2025-06-30 Name: Kath. Pfarrkirche hl. Jakobus d. Ä. und Friedhof GstNr.: .1, 1 Pfarrkirche Fraxern |
| ja   | Datei hochladen | Pfarrhof HERIS-ID: 74658 Objekt-ID: 88087                                         | Im Dorf 7 Standort KG: Fraxern    | Der Pfarrhof in Fraxern wurde neu errichtet, nachdem der Vorgängerbau dem Dorfbrand am 18. April 1934 zum Opfer gefallen war. | BDA-Hist.: Q38136230 Status: § 2a Stand der BDA-Liste: 2025-06-30 Name: Pfarrhof GstNr.: 21                                                                |
| ja   | Datei hochladen | Kriegerdenkmal HERIS-ID: 74656 Objekt-ID: 88085                                   | Standort KG: Fraxern              | Das Kriegerdenkmal am Eingang zum Friedhof zeigt eine Schutzmantelmadonna aus dem Jahr 1961. | BDA-Hist.: Q38136223 Status: § 2a Stand der BDA-Liste: 2025-06-30 Name: Kriegerdenkmal GstNr.: 1                                                           |